# Zakłady Porcelany „Ćmielów”

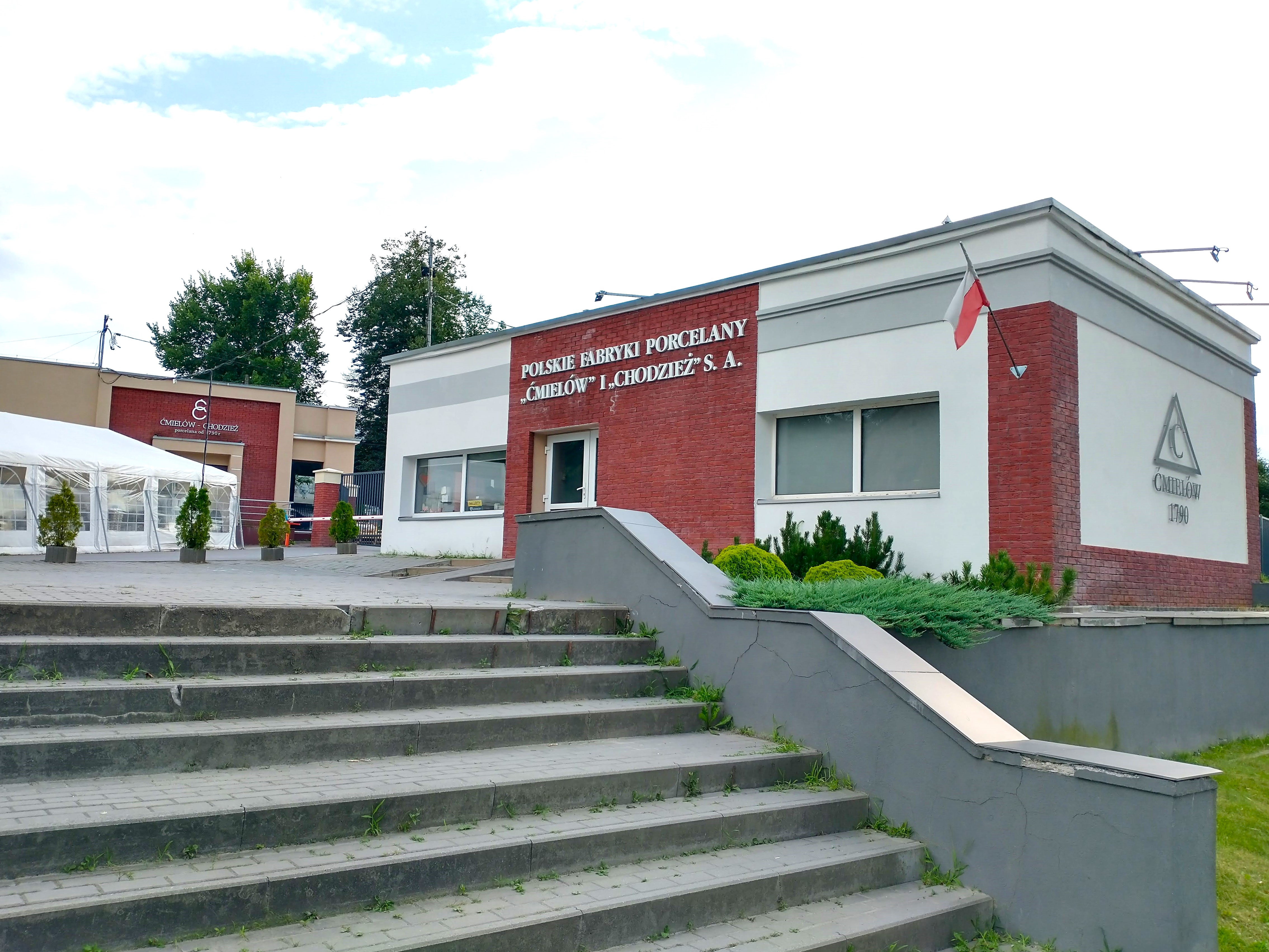
Wjazd do zakładów w Ćmielowie (ulica Ostrowiecka)

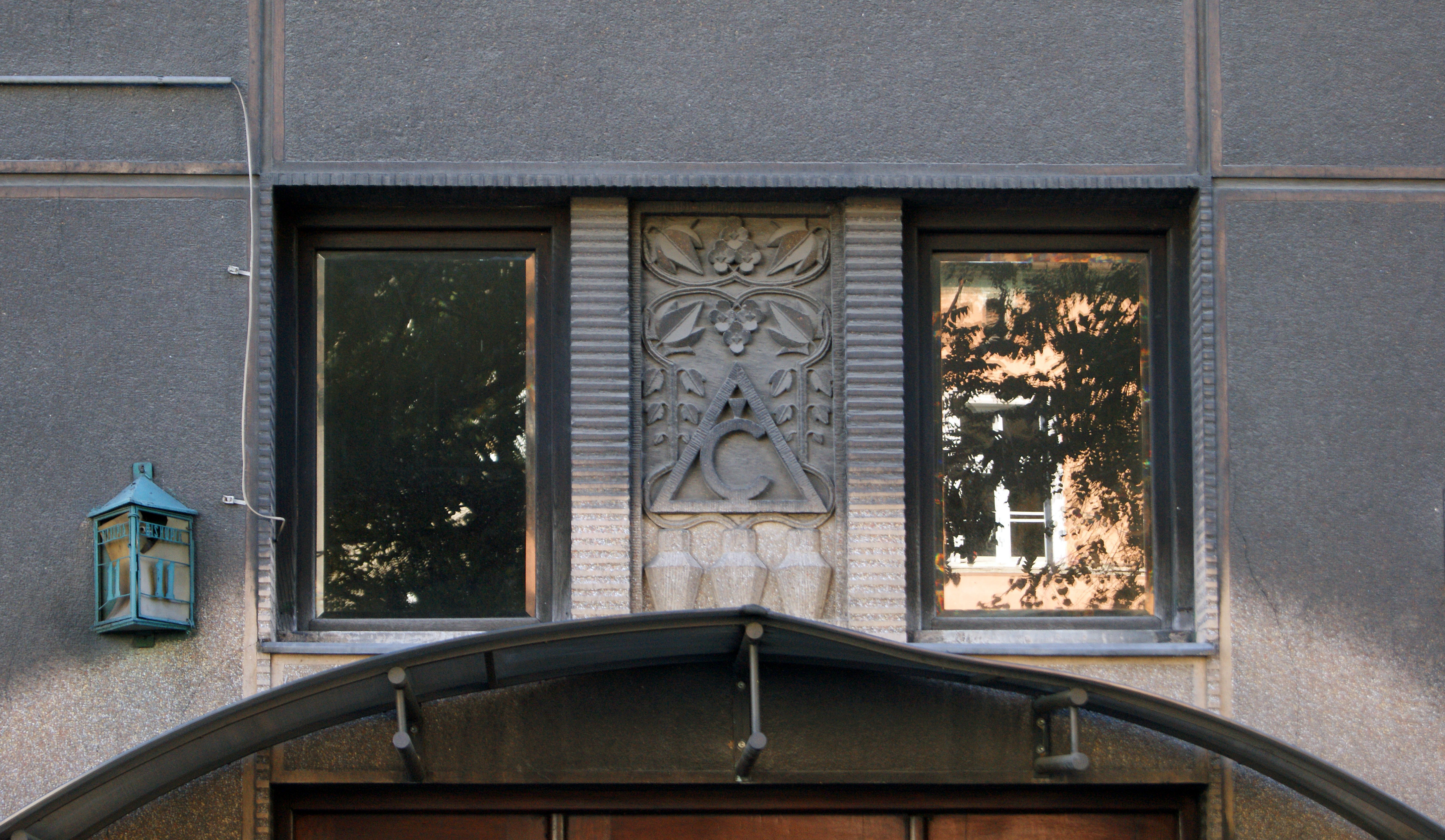
Logo Ćmielowa nad wejściem do kamienicy przy ul. Biskupiej 11 w Krakowie. Zakłady były jej właścicielem.

Zakłady Porcelany „Ćmielów” i "Chodzież" SA – fabryka porcelany założona w 1790 roku w Ćmielowie.

## Historia
Manufaktura w Ćmielowie została założona w 1790 roku przez zrzeszenie cechowe garncarzy ćmielowskich i opatowskich. Organizatorem tego przedsięwzięcia był miejscowy garncarz Wojtos. Wyroby z tego okresu nie są jednak znane.
W 1797 roku Ćmielów został własnością kanclerza Jacka Małachowskiego, który po sprowadzeniu fachowców z Niemiec w 1804 roku rozpoczął produkcję fajansu. Od tego czasu kierownictwo zakładu – dyrektor i większość fachowców jak modelarze i formierze – znajdowało się tradycyjnie w rękach Niemców, którzy sprowadzani byli z Niemiec, Austrii lub Czech. Pierwszym dyrektorem wytwórni był od 1804 roku Adolf Fryderyk Wattke przybyły z Austrii, który utrzymał się na tym stanowisku blisko 30 lat. Doprowadził on do rozkwitu manufaktury.

## Okres dyrekcji Adolfa Wattke
Fajanse ćmielowskie osiągnęły wysoki poziom techniczny i zaczęły zdobić stoły najważniejszych dygnitarzy Księstwa Warszawskiego między innymi Małachowski obdarował fajansowym serwisem księcia Józefa Poniatowskiego. Fajanse ćmielowskie spławiane były Wisłą do Warszawy i Gdańska.
Po śmierci Jacka Małachowskiego w 1821 roku drogą dziedziczenia Ćmielów przeszedł w ręce jego syna, Jana (wg Chrościckiego w ręce córki Franciszki Dunin-Karwickiej), a po jego bezpotomnej śmierci, wnuka Kazimierza Dunina-Karwickiego.
W 1826 roku został zatrudniony w fabryce pochodzący z Prus August Schultz, który wprowadził do produkcji pierwsze naczynia kamionkowe . W latach 1821–1828 wyroby ćmielowskie były eksponowane na wystawach „płodów krajowego przemysłu” w Warszawie, a w 1824 roku otrzymały dwa medale.
Fajanse ćmielowskie miały ciepłe, kremowe kolory. Niektóre wyroby wzorowane były na angielskich produktach Wedgwooda, zwłaszcza wazony w jasnoniebieskim kolorze, które zdobione były białymi płaskorzeźbami postaci w stylu klasycznym.
W 1827 roku fabrykę wydzierżawili dwaj bracia Jeremiasz i Beniamin Weinbergowie, którzy weszli w układ handlowy z kupcem Franciszkiem Ordonem, sprzedającym ćmielowskie wyroby w Warszawie, (według Bożeny Kostuch było to w roku 1837, a kupcem sprzedającym wyroby był Alojzy Szmelowski) .
W 1830 roku właścicielem dóbr Ćmielowa, Bałtowa i Sadowia, a także fabryki zostali hrabina Teresa Scipio del Campo (siostra Framciszka Ksawerego Druckiego-Lubeckiego) oraz Wojciech Pusłowski. W 1845 roku Teresa Scipio del Campo odkupiła dobra od Pusłowskich, stając się jedyną ich właścicielką. Od 1 stycznia 1846 roku także „Fabryka Naczyń Fajansowych i Kamiennych w Ćmielowie” pozostawała „pod wyłącznym Zarządem Administracji JW. Dziedziczki” .
Po śmierci Scypionowej w roku 1847 właścicielką dóbr została jej córka, Maria Drucka-Lubecka, a następnie w 1849 jej synowie, Józef i Aleksander. Od 1856 roku jedynym właścicielem był książę Aleksander Drucki-Lubecki .
Na czele zakładu za czasów rodziny Druckich Lubeckich stanął Franz (Franciszek) Weiss, a po jego śmierci w 1837 roku – Gabriel Weiss, który zastąpił swego zmarłego brata i sprawował tę funkcję do 1863 roku.

## Okres kierownictwa Gabriela Weissa
Czasy dyrekcji Gabriela Weissa stały się przełomowym etapem w historii manufaktury.
Zakład ćmielowski w tym okresie składał się z pięciu budynków drewnianych – w jednym przygotowywano masę ceramiczną, w drugim były warsztaty, trzeci mieścił drukarnię i malarnię, w czwartym umieszczono piece, a w piątym skład gotowych wyrobów.
Od połowy lat 40. XIX wieku zaczęto inwestować w rozwój fabryki, poprawę jakości produkcji, a pod koniec lat 50. zaczęto wznosić nowy budynek. Dyrektorem nadal był Gabriel Weiss .
Dużym osiągnięciem Weissa było rozpoczęcie w Ćmielowie w 1838 roku produkcji porcelany. Nie była ona zbyt wysokiej jakości.
Podstawę produkcji stanowiły więc wyroby z fajansu i kamionka. Naczynia kamienne formowali Franciszek Petelewicz i Franciszek Wójcicki . Weiss wprowadzał nowe wzory, które sam projektował lub wzorował się na wyrobach zagranicznych manufaktur. Dominowały kompozycje kwiatowe i ornamenty z liści.
W produktach ćmielowskich przeważał wówczas typ dekoracji klasycystycznej. Najbardziej znane spośród nich to ażurowane koszyczki, „plecione” z cienkich wałków porcelany. Od 1857 roku wyroby fabryki Ćmielów zaczęto zdobić za pomocą techniki przedruków (w tonie szarym, niebieskim, czerwonym lub zielonym) przedstawiających głównie idylliczne krajobrazy wiejskie, ale także sceny historyczne, mitologiczne i biblijne oraz portrety sławnych ludzi. Wzorowano się na popularnych w tym okresie stalorytach angielskich i niemieckich.
W roku 1846 Weiss zatrudnił jako modelarza Marinusa Liedela, który zaprojektował i wymodelował dwa cenione serwisy do kawy lub herbaty „Berlin” i „Rokoko” cechujące się grawirowanymi dekoracjami. Poza tym projektował i modelował cieszące się popularnością liczne figury na postumentach, a także inne wyroby jak np. maszynki do parzenia kawy, mydelniczki.

## Okres zarządzania Kazimierza Cybulskiego
Około 1863 roku zakłady ćmielowskie nabył Kazimierz Cybulski. Był on właścicielem sklepu z ceramiką i szkłem w Warszawie, gdzie od kilku lat sprzedawał wyroby ćmielowskie. Urządził przy sklepie malarnię, gdzie na życzenie klienta ozdabiano białą porcelanę i fajans. Nowością były polskie motywy. Były to krajowe widoki architektoniczne np. Łazienki Królewskie w Warszawie, Kolumna Zygmunta III Wazy, portrety sławnych Polaków np. Stanisława Leszczyńskiego, Józefa Ignacego Kraszewskiego, obrazy: Jan III pod Wiedniem, Jan Zamojski itp. Po malowaniu, powtórnie wypalano wyrób w niewielkim piecu muflowym.
Cybulski zatrudnił w Ćmielowie Stanisława Thiele z Nevers, który kierował produkcją wyrobów majolikowych wytwarzanych w manufakturze w latach 1863–1880. Były to głównie wazony, ozdobne talerze, patery zdobione w renesansowe wzory francusko-włoskie. Znakiem wytwórczym jest napis Ćmielów bądź rysunek łabędzia na tle gałązek roślinnych.
W 1868 roku pożar zniszczył zakład, ale Cybulski w krótkim czasie go odbudował i wybudował nowy gmach fabryki. Był to budynek murowany piętrowy mieszczący pod jednym dachem większość procesu produkcyjnego. Widoczne trzy kominy świadczą o tym, że znajdowały się tam piece do wypalania porcelany. Dwa inne piece mieściły się w budynku gospodarczym nieopodal. Pieców było w sumie pięć: w dwóch wypalano kamionkę, w trzecim cegłę ogniotrwałą, w czwartym kafle, w piątym porcelanę. 
Za czasów Cybulskiego w fabryce zainstalowano piec tzw. francuski do wypalania porcelany. Składał się on z dwóch kondygnacji: dołu i piętra tzw. kapy, do której wkładano wyroby biskwitowe wymagające tylko wysuszenia. Przedmioty do wypalenia umieszczano w kapslach, czyli okrągłych pudełkach z glinki ogniotrwałej, które ustawiano w stosy. Piec taki opalano od góry drewnem.

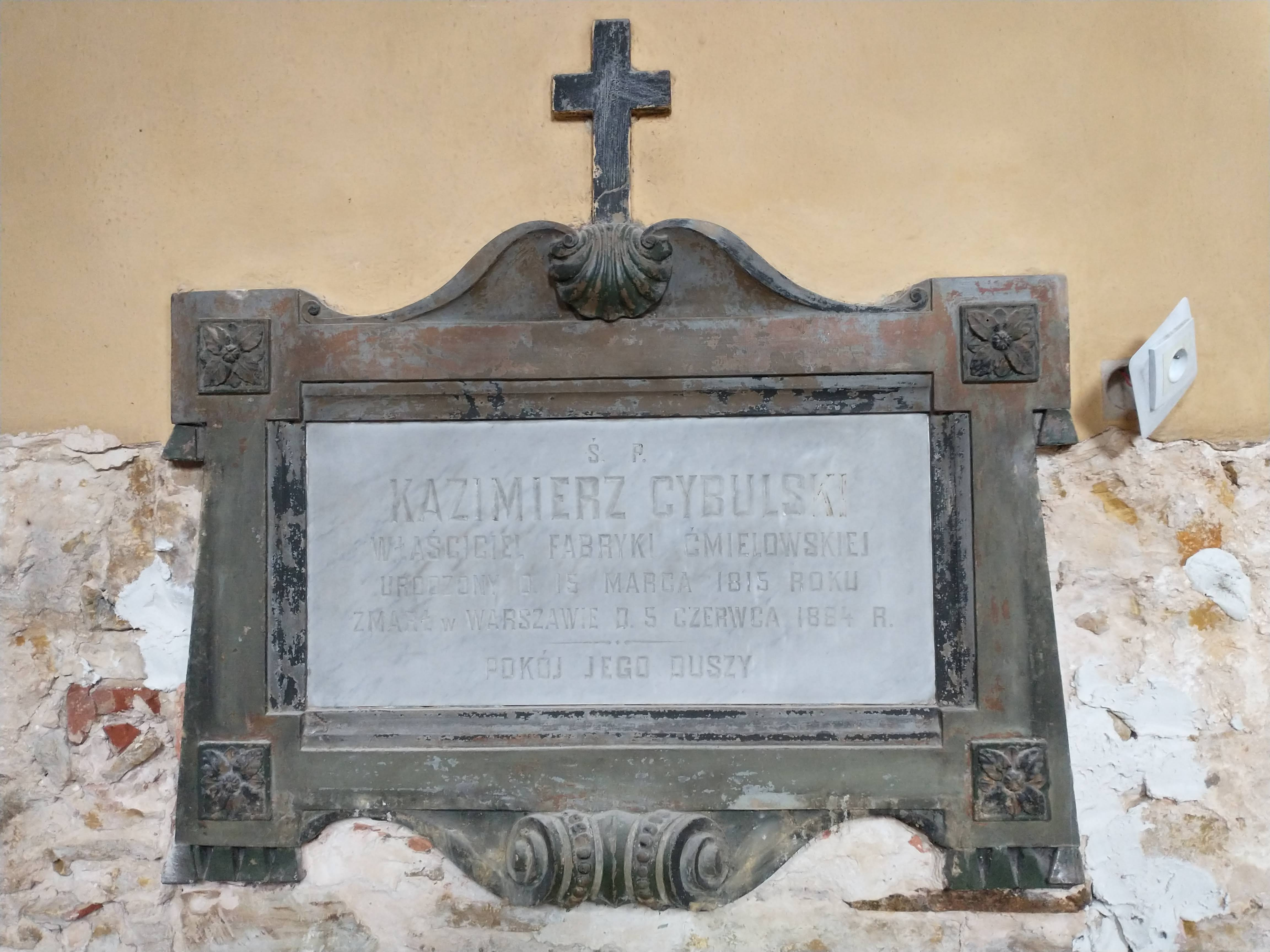
Epitafium Kazimierza Cybulskiego w kościele ćmielowskim

Fabryka dalej się rozwijała, a wyroby ćmielowskie zyskiwały duże uznanie poza granicami zaboru rosyjskiego. Charakterystycznym produktem fabryki były krzesła ogrodowe w kształcie beczułek, malowane na styl chiński i wielkie wazony na podstawach architektonicznych, które zostały pokazane na wystawie przemysłowej w Petersburgu . Kamionka ćmielowska była w tym czasie bardzo popularna. Wyroby w charakterystycznym czekoladowym szkliwem na wierzchu i białym cynowym wewnątrz, można zobaczyć w Muzeum Narodowym w Krakowie .Konkurencja w dziedzinie wyrobu fajansu była coraz większa, co doprowadziło do tego, że Cybulski w 1882 roku zaniechał produkcji fajansu, a rozwinął produkcję porcelany, która stała się specjalnością Ćmielowa. Produkowano serwisy obiadowe i śniadaniowe, pojedyncze naczynia, wazony, słoje na lekarstwa i wiele innych wyrobów.
Po śmierci Kazimierza Cybulskiego (1884) fabrykę przejął jego syn, Stanisław Cybulski. Niestety ten dobry fachowiec przedwcześnie zmarł, co zakończyło okres powodzenia fabryki. Wdowa po Stanisławie, nie radząc sobie z kierownictwem dużej fabryki, sprzedała ją w 1887 roku, fabryka wróciła w ręce właściciela dóbr ćmielowskich, Aleksandra Druckiego – Lubeckiego.

## Okres od 1900 roku do wybuchu pierwszej I wojny światowej
Fabryka porcelany powróciła w ręce właściciela dóbr ćmielowskich Aleksandra Druckiego-Lubeckiego, a potem jego syna też Aleksandra, następuje nowy okres rozkwitu Ćmielowa. Po 1900 roku do ozdabiania wyrobów zaczęto stosować kalkomanię, złoto jako szlaczki na talerzach i innych naczyniach. 
Znakiem wytwórczym jest napis Ćmielów bądź rysunek łabędzia na tle gałązek roślinnych.
W latach 1909–1910 zostaje uruchomiony nowoczesny piec tunelowy o długości 60 metrów, co ma wpływ na uproszczenie procesu produkcyjnego. Naczynia ustawiane na wózkach wjeżdżały do pieca i wypalane były w dokładnie regulowanej temperaturze.
Do fabryki doprowadzono światło elektryczne, kierat konny za pomocą którego przygotowywano masę ceramiczną zastąpiono lokomobilą, która poruszała koła garncarskie za pośrednictwem pasów transmisyjnych. Rynki zbytu rozszerzono po wystawie w Petersburgu w 1901 roku, gdzie wyroby ćmielowskie z porcelany otrzymały pierwszą nagrodę. Wybuch I wojny światowej wstrzymał działalność fabryki na 6 lat.

## Okres międzywojenny

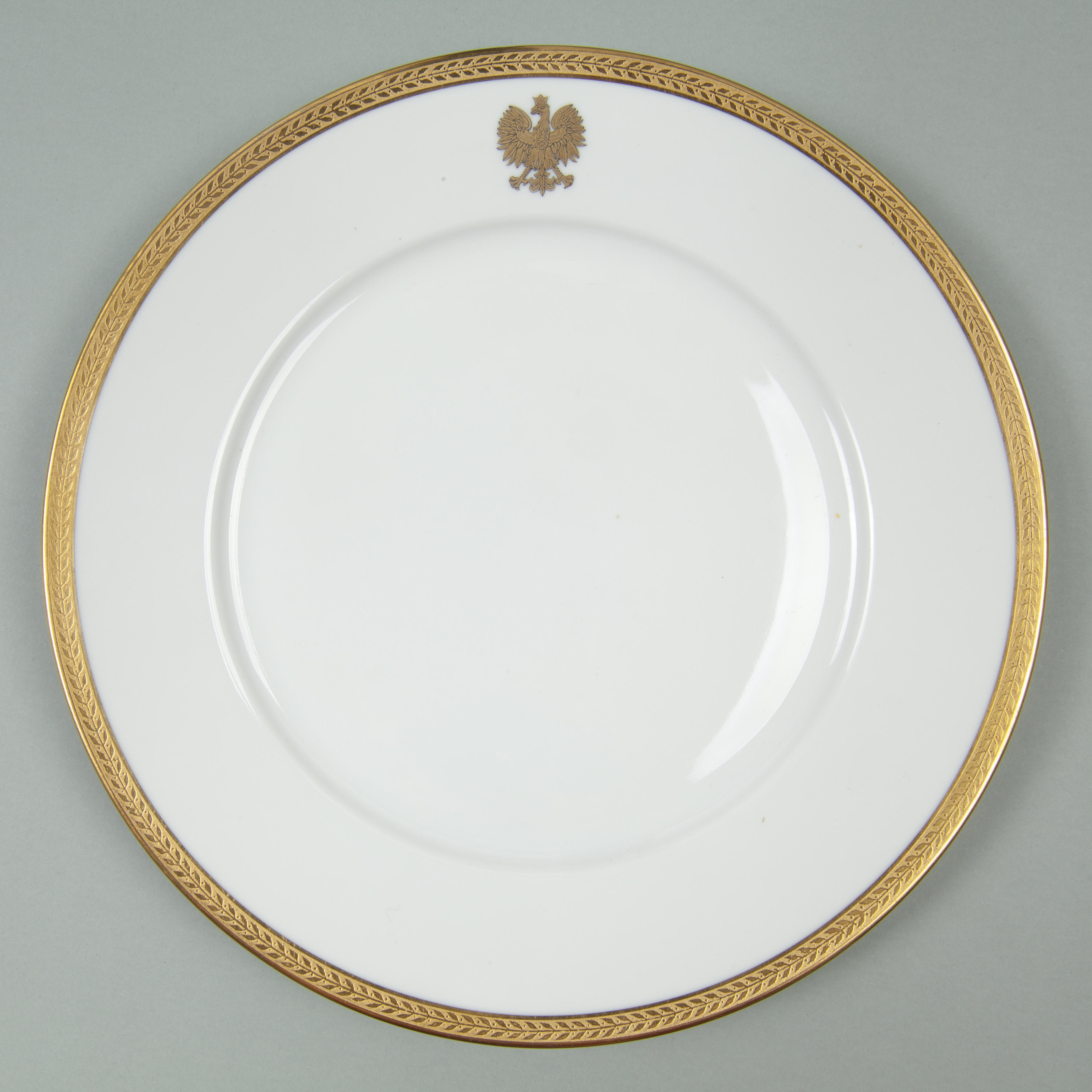
Talerz z serwisu prezydenckiego, 1930. Muzeum Narodowe w Krakowie

W 1920 roku fabryka zmieniła właściciela (jej akcje kupił Polski Bank Przemysłowy we Lwowie) i nazwę – odtąd była to Fabryka Porcelany i Wyrobów Ceramicznych w Ćmielowie S.A.. Spółka posiadała także zakład ceramiczny Marywil w Radomiu, gdzie produkowano kamionkę. Zatrudniono wówczas francuskich rzemieślników z Limoges, których zadaniem była poprawa jakości produktów. Powstaje wówczas serwis „Empire”, który jest przeznaczony dla prezydenta RP. Serwis ozdobiony orłem powstał na zamówienie prezydenta Ignacego Mościckiego do jego siedziby na Zamku Królewskim w Warszawie (przełom 1933/1934 roku). Serwis „Empire” jest projektem modelarni B. Wysockiego i J. Steckiewicza. 
W 1926 roku spółka sprzedała zakład ceramiczny Marywil w Radomiu. Główny udziałowiec Stanisław Burtan zaangażował technologa Stanisława Syskę, rozbudowano i zmodernizowano dział produkcji naczyń stołowych kładąc nacisk na dekorację malarską.
W 1936 roku ze spółki odeszło 8 kierowników i majstrów; powstała Wytwórnia Porcelany Świt sp. z o.o. w Ćmielowie (odrębny podmiot gospodarczy), kierowana przez inżyniera Bronisława Kryńskiego. Jej działalność zakłócił wybuch wojny 1939 roku.

## Okres II wojny światowej
W okresie okupacji fabryka nie przerwała swej działalności, mimo że w styczniu 1940 roku zmarł główny udziałowiec Stanisław Burtan, a fabryka miała duże problemy surowcowe. Z myślą o odbudowie po wojnie przemysłu ceramicznego kadra kierownicza szkoliła robotników i majstrów, opracowywano nowe wzory i dekoracje. Udało się uchronić fabrykę przed zniszczeniem.

## Okres podrugowojenny

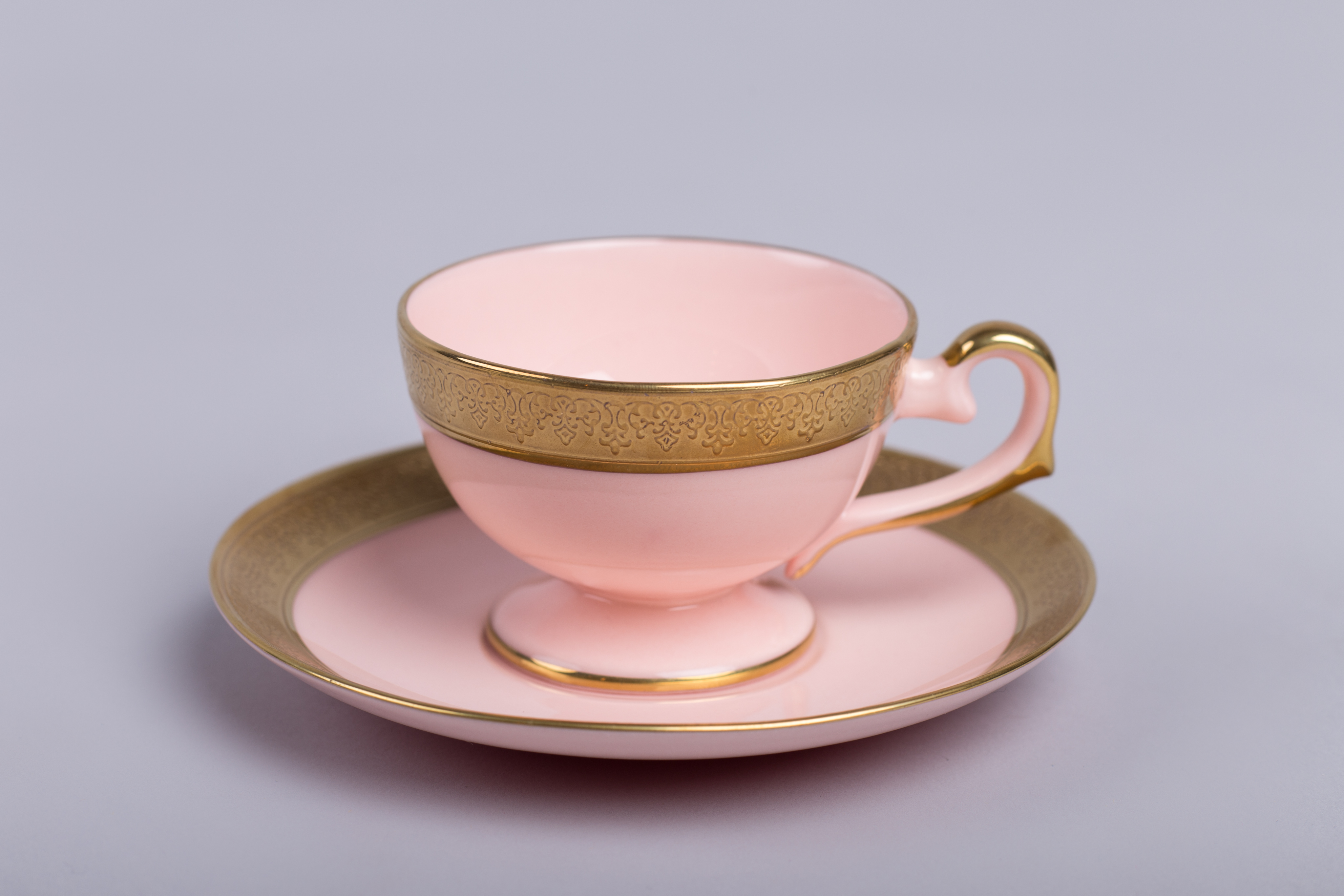
Filiżanka Prometeusz espresso z różowej porcelany wykonana według projektu Adama Spały z 2008

W okresie podrugowojennym spółka została znacjonalizowana. W 1960 roku w wyniku reorganizacji obie wytwórnie zostały połączone w dwuzakładowe przedsiębiorstwo z oddziałami „ĆMIELÓW” i „ŚWIT”.
Na przełomie lat 50 i 60 XX w., między innymi w ćmielowskiej fabryce, realizowano nowatorskie w formie, dekoracji i technologii figurki ćmielowskie. Część z tych projektów powstała w Instytucie Wzornictwa Przemysłowego, inne zaprojektowano w fabryce w Ćmielowie i innych wytwórniach.
W 1964 roku pożar zniszczył większą część budynków. W latach 90 XX w. oba zakłady porcelany były w coraz trudniejszej sytuacji finansowej, walczyły o przetrwanie. Fabryka „ŚWIT” zaprzestała produkcji w 1991 roku, a pięć lat później odbyły się przetargi na jedną i drugą fabrykę. W 1994 roku Adam Spała wydzierżawił część fabryki. W 1996 roku odbyły się przetargi, w wyniku których nowym właścicielem Świtu został Adam Spała. Znakiem firmowym od tego czasu jest AS. W 1997 roku w wyniku przekształceń własnościowych sprywatyzowany został drugi zakład, który przyjął firmę Zakłady Porcelany „Ćmielów” Sp. Z o.o. (dzisiejsze Polskie Fabryki Porcelany "Ćmielów" i "Chodzież" SA)   .
Obecnie Fabryka Porcelany AS Ćmielów specjalizuje się w ręcznej produkcji porcelany. Od 2000 roku ponownie są wytwarzane figurki porcelanowe z oryginalnych form lub odtworzonych modeli, a także według nowych wzorów. Manufaktura ponadto tworzy serwisy, filiżanki, kubki wazony i obrazy malowane na porcelanie.
Z kolei Polskie Fabryki Porcelany "Ćmielów" i "Chodzież" SA tworzą silną Polską Grupę Porcelanową. W 2013 roku Zakłady Porcelany „Ćmielów” Sp. Z o.o. połączyły się z porcelaną Chodzież SA tworząc Polskie Fabryki Porcelany „Ćmielów” i „Chodzież” SA Również w tym roku powstaje Ćmielów Design Studio, której dyrektorem artystycznym został Marek Cecuła. W 2018 roku powstała wspomniana już Polska Grupa Porcelanowa, łącząca 4 marki - Ćmielów, Lubiana, Chodzież oraz Ćmielów Design Studio. Każda marka charakteryzuje się innym asortymentem swoich wyrobów, innym wzornictwem, ale wszystkie dbają o jakość swoich produktów i mają innych klientów. Słynne projekty Porcelany Ćmielów można oglądać w muzeach i galeriach sztuki, inne zdobią stoły rodzin królewskich, głów państw i największych osobistości świata sztuki i kultury. Serwis Empire według oryginalnych wzorów przedwojennej modelarni w 2012 roku na życzenie Pary Prezydenckiej Bronisława i Anny Komorowskich stał się oficjalną zastawą stołową w warszawskim Belwederze. Zastawa jest też obecna na dworze Jego Królewskiej Wysokości Filipa Króla Belgów, w Kancelarii Prezydenta Rzeczypospolitej Polskiej, w Watykanie oraz w placówkach dyplomatycznych i dworach arystokratycznych na całym świecie. Serwis jest ręcznie zdobiony złotem najwyższej próby. Podczas II wojny światowej niemal w całości został zniszczony, pozostały pojedyncze sztuki    .